# Not Fade Away (Fear the Walking Dead)
"Not Fade Away" é o quarto episódio da primeira temporada da série de televisão de terror pós-apocalíptico Fear the Walking Dead. Foi originalmente exibido pelo canal de televisão AMC nos Estados Unidos em 20 de setembro de 2015.

## Sinopse
Nove dias após a Guarda Nacional colocar em quarentena todo o bairro, os residentes tentam viver normalmente, porém se irritam com o toque de recolher exigido pelos soldados e a falta de suprimentos e energia. Chris está no telhado de sua casa gravando um vídeo para relatar os acontecimentos recentes quando se depara com uma luz ao longe, indicando que pode haver alguém vivo fora da zona segura. Liza usa suas habilidades de enfermeira para cuidar de seus vizinhos. Nick rouba morfina de um vizinho para sustentar seu vício em drogas. Na tentativa de obter remédios para sua mãe, Ofelia começa um relacionamento com o soldado Adams. Desconfiada com o vídeo que Chris a mostrou, Madison sai da zona segura e descobre evidências de que os guardas estão matando todos os civis, mesmo os não infectados. Um soldado pede a ajuda de Travis para falar com seu vizinho Doug, que se recusa a fazer os exames médicos e Travis descobre que mais tarde, ele foi detido após quebrar o toque de recolher. Madison volta para a zona segura e revela o que viu para Daniel, que conta sobre uma experiência em El Salvador, quando os doentes foram levados sob o pretexto de receber tratamento, mas foram mortos. Alguns soldados chegam na zona segura para levar Griselda para o hospital e acabam levando Nick também, apesar dos protestos de sua família. Liza concorda em ir para auxiliar a equipe médica, apesar de não querer deixar seu filho. Travis está chateado com o ocorrido e sobe no telhado da casa, quando vê uma luz ao fundo. Ele acredita em Chris, mas de repente, escuta barulhos de tiros vindo daquela direção. 

## Recepção
"Not Fade Away" recebeu críticas muito positivas dos críticos. No Rotten Tomatoes, obteve uma classificação de 86% com uma pontuação média de 6.59/10 com base em 24 avaliações. O consenso do site diz: "'Not Fade Away' apresenta uma visão geral envolvente de uma sociedade olhando para o abismo, mesmo que se beneficie de personagens com maior profundidade."
Matt Fowler do IGN deu a "Not Fade Away" uma classificação de 7.8/10 afirmando: "Fear the Walking Dead mudou as coisas dramaticamente durante sua primeira temporada, saltando adiante e no tempo e colocando nossos personagens em um bairro ocupado pelo exército. E embora a ameaça de um militar em desintegração, que pode operar sob ordens de reação exagerada, seja um grande gancho, a série ainda se atola em brigas familiares. Dois dos melhores momentos em 'Not Fade Away' envolveram personagens explodindo porque eles não podiam aceitar o mesmo BS fútil. Alicia realmente gritou com Travis e Madison por se envolverem em bobagens mesquinhas. E então, mais tarde, Madison bateu em Nick por ser o mesmo viciado idiota de sempre, apesar de todo o país desmoronar. Nesses momentos, esses personagens éramos nós."

### Audiência
"Not Fade Away" foi visto por 6.62 milhões de telespectadores nos Estados Unidos em sua data de exibição original, quase meio milhão a menos que o episódio anterior.